# Ruby Dee

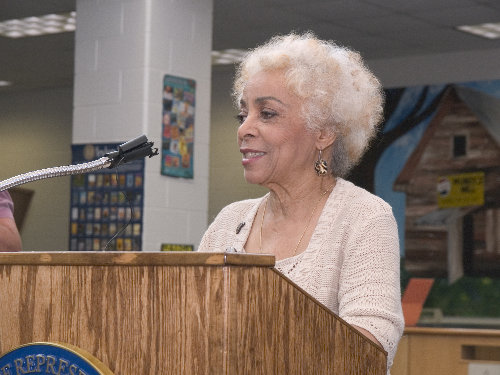
Ruby Dee 2006.

Ruby Dee, född Ruby Ann Wallace den 27 oktober 1922 i Cleveland, Ohio, död 11 juni 2014 i New Rochelle, New York, var en amerikansk Oscarnominerad skådespelare, poet, pjäsförfattare, manusförfattare, journalist och aktivist.

## Skådespelarkarriär
Innan hon blev nationellt uppmärksammad för sin roll i filmen The Jacke Robinson Story (1950) uppträdde hon på Broadway. Karriären som skådespelare har varit mycket lång, totalt åtta decennier, och bland höjdpunkterna kan nämnas A Raisin in the Sun och Edge of the City.

## Filmografi

### Filmer
- 1950 – Ingen väg ut – Connie Brooks
- 1951 – Panik på nattexpressen – Rachel
- 1954 – Go Man Go – Irma Jackson
- 1956 – Ingen undkommer – Lucy Tyler
- 1958 – St Louis Blues – Elizabeth
- 1958 – Virgin Island – Ruth
- 1959 – Tag ett jättesteg – Christine
- 1961 – En fläck i solen – Ruth Younger
- 1963 – Balkongen – tjuven
- 1967 – Nattens terror – Joan Robinson
- 1968 – Angivaren – Laurie
- 1969 – Deadlock – Lucinda
- 1972 – Buck och Herrens högra hand – Ruth
- 1982 – Cat People – Female
- 1989 – Do the Right Thing – Mother Sister
- 1990 – Vem skuggar vem? – Corrine Dart
- 1991 – Jungle Fever – Lucinda Purify
- 1993 – En och en halv snut – Rachel
- 1993 – Rättvisans kamp – Mrs. Lydia Wilson
- 1995 – I sanningens tjänst – Evangeline
- 1995 – En sista resa
- 1996 – Fångat hjärta – Indigo
- 1997 – Tabbar och trollkonster – Hortense
- 1998 – The Wall – Mrs. Mitchell
- 1999 – Små genier – Margo
- 1999 – På egna villkor – Annie Elizabeth "Bessie" Delany
- 2000 – Sommarstorm – mormor
- 2000 – Den riktige Buck McHenry – Mrs. Henry
- 2007 – American Gangster – mamma Lucas
- 2009 – The Perfect Age of Rock 'n' Roll – Miss Candy
- 2009 – Red & Blue Marbles – Professor Wright
- 2009 – The Middle of Nowhere – Cornelia

### TV-serier
- 1990 – Pantertanter – Viola Watkins, 1 avsnitt
- 1994 – Pestens tid – mamma Abigail (miniserie)
- 1999 – Cosby – Mattie, 1 avsnitt
- 2007 – CSI: Crime Scene Investigation – Mary Wilson, 1 avsnitt

### Manus
- 1968 – Angivaren

### Producent
- 1968 – Angivaren

## Utmärkelser
- 1961 – NBR Award – Bästa kvinnliga biroll för En fläck i solen
- 1983 – CableACE Awards – ACE bästa skådespelerska i dramafilm för Long Day's Journey Into Night
- 1991 – Emmy Award – Bästa kvinnliga biroll i mini- eller specialserie för Decoration Day
- 1991 – Image Award – Bästa kvinnliga huvudroll i spelfilm för Do the Right Thing
- 1991 – Crystal Award
- 1998 – St. Louis International Film Festival – Lifetime Achievement Award
- 1999 – Image Award – Bästa kvinnliga biroll i dramaserie för Promised Land
- 2001 – Screen Actors Guild Award – Lifetime Achievement Award
- 2006 – Atlanta Film Festival – Juryns pris för No. 2
- 2006 – Method Fest – Lifetime Achievement Award
- 2006 – New Zealand Screen Award – Bästa kvinnliga huvudroll för No. 2
- 2008 – Screen Actors Guild Award – Bästa kvinnliga biroll för American Gangster

### Fotnoter
1. ↑  Ruby Dee dead at 91